# ヘンリー・スペンサー (初代サンダーランド伯)

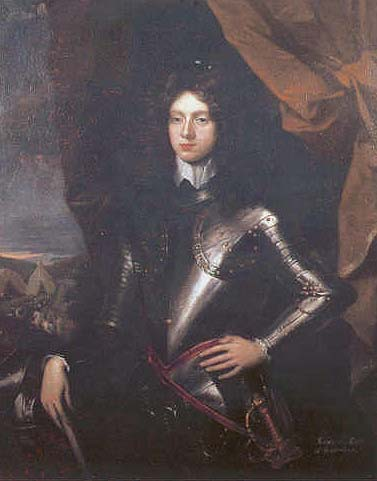
初代サンダーランド伯ヘンリー・スペンサー

初代サンダーランド伯ヘンリー・スペンサー（Henry Spencer, 1st Earl of Sunderland, 1620年11月23日 - 1643年9月20日）は、清教徒革命（イングランド内戦）期のイングランドの貴族。第2代スペンサー男爵ウィリアム・スペンサーとサウサンプトン伯ヘンリー・リズリーの娘ペネロピの息子。
オックスフォード大学モードリン・カレッジで学習して1636年8月31日に卒業、同年12月19日に死去した父の後を継いで第3代スペンサー男爵となった。1639年にレスター伯ロバート・シドニーの娘ドロシーと結婚、3人の子を儲けた。
1642年にイングランド王チャールズ1世と長期議会の対立が迫ると、母方の叔父のサウサンプトン伯トマス・リズリー、第2代フォークランド子爵ルーシャス・ケアリーと共に穏健王党派に属し国王に議会交渉を呼びかけ、9月にフォークランド子爵と共に国王が議会へ交渉を呼びかけるメッセージを託され、議会へ伝えたが拒絶された。
第一次イングランド内戦が始まると叔父からの説得もあり王党派に属したが本心は議会派で、妻に宛てた手紙で自分の立場に対する不満を書いている。それでも王党派に留まりエッジヒルの戦いに参戦、翌1643年6月8日に3000ポンドを王党派に用立てた功績でチャールズ1世からサンダーランド伯に叙爵された。同年、グロスター包囲戦と第一次ニューベリーの戦いにも参戦したが、9月20日のニューベリーの戦いで議会派の砲撃が直撃、戦死した。幼い息子のロバートは王党派に引き取られ、王政復古後のイングランドで政界に進出していった。

## 子女
1. ドロシー（1640年 - 1670年） - ハリファックス侯ジョージ・サヴィルと結婚
2. ロバート（1641年 - 1702年）
3. ペネロピ（1644年 - 1645年）